# Uvaria heterotricha
Uvaria heterotricha är en kirimojaväxtart som beskrevs av François Pellegrin. Uvaria heterotricha ingår i släktet Uvaria och familjen kirimojaväxter. Inga underarter finns listade i Catalogue of Life.